# Ɯ
Ɯɯ – dodatkowa litera alfabetu łacińskiego, używana w latach 1957–1986 w piśmiennictwie języka zhuang (dziś zastąpiona przez w).
Znak jest również używany w Międzynarodowym Alfabecie Fonetycznym na określenie samogłoski przymkniętej tylnej niezaokrąglonej.
Identycznie wygląda również pisana odręcznie litera ш (sz) lub щ (szcz) stosowana w cyrylicy.